# دریدر
دریدر، روستایی در دهستان اسفندک بخش مهرگان شهرستان سراوان در استان سیستان و بلوچستان ایران است.

## جمعیت
بر پایه سرشماری عمومی نفوس و مسکن در سال ۱۳۹۵، جمعیت این روستا برابر با ۸۹۸ نفر (۲۱۴ خانوار) بوده‌است.